# Schrenkia lachnantha
Schrenkia lachnantha är en flockblommig växtart som beskrevs av Jevgenij Korovin. Schrenkia lachnantha ingår i släktet Schrenkia och familjen flockblommiga växter. Inga underarter finns listade i Catalogue of Life.